# IC 37
IC 37 је спирална галаксија у сазвјежђу Кит која се налази на листи објеката дубоког неба у Индекс каталогу.
Деклинација објекта је - 15° 21' 31" а ректасцензија 0h 38m 34,2s. Привидна величина (магнитуда) објекта IC 37 износи 15,1 а фотографска магнитуда 15,9. IC 37 је још познат и под ознакама MCG -3-2-29, PGC 2299.